# Schloss Eppersdorf

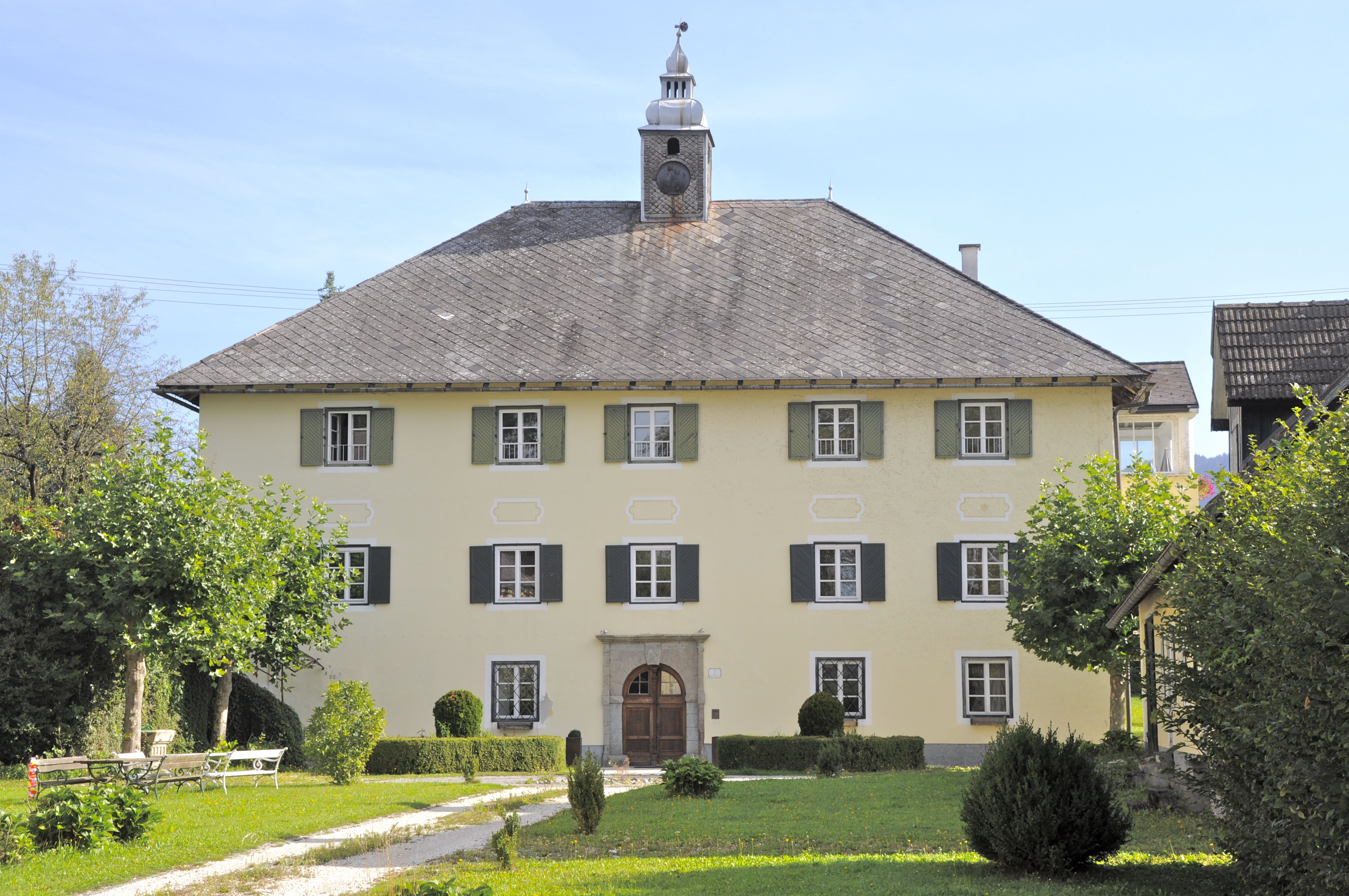
Schloss Eppersdorf (2012)

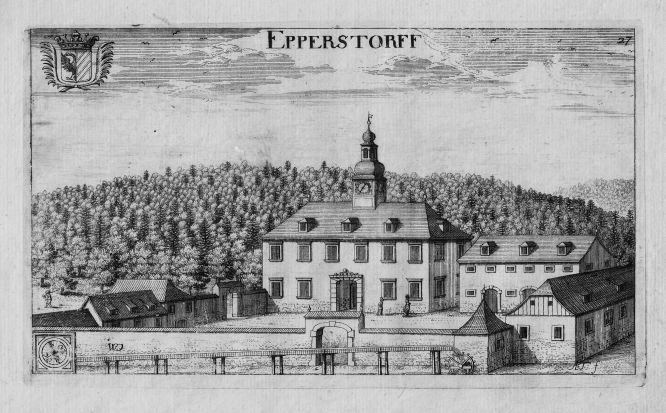
Schloss Eppersdorf in der Darstellung von Valvasor 1688

Schloss Eppersdorf ist ein kleines Schlösschen in der gleichnamigen Ortschaft der Gemeinde Brückl in Kärnten. 

## Geschichte
Der schlichte, zweigeschoßige Bau über rechteckigem Grundriss hat sich seit seiner Erbauungszeit im 17. Jahrhundert kaum verändert, wie ein Vergleich mit der von Valvasor im Jahr 1688 angefertigten Darstellung zeigt. Das Rustikaportal ist mit der Jahreszahl 1694 bezeichnet, auf dem Vollwalmdach befindet sich ein kleiner, dachreiterartiger Uhrturm. Siegfried Hartwagner bezeichnet das heute denkmalgeschützte Gebäude als ein „charakteristisches Beispiel für ein Herrenhaus eines kleinen Landedelmannes“. Die ursprüngliche Besitzer waren die Himmelberger auf Schloss Töltschach, in späterer Folge die Familie Fuchs und durch Einheirat in die Familie gelangte der Betrieb zur Familie Scheriau. Karl Scheriau war erster Bürgermeister der Gemeinde Brückl. Die Umbenennung der Ortschaft von St. Peter zu Eppersdorf hat mit dem Einfluss der Familie zu tun. 
Das heutige Gut Eppersdorf wird als Bio Ackerbaubetrieb geführt.